# Collegio di Ilford North
Ilford North è un collegio elettorale situato nella Grande Londra, e rappresentato alla Camera dei comuni del Parlamento del Regno Unito. Elegge un membro del parlamento con il sistema first-past-the-post, ossia maggioritario a turno unico; l'attuale parlamentare è Wes Streeting del Partito Laburista, che rappresenta il collegio dal 2015.

## Estensione

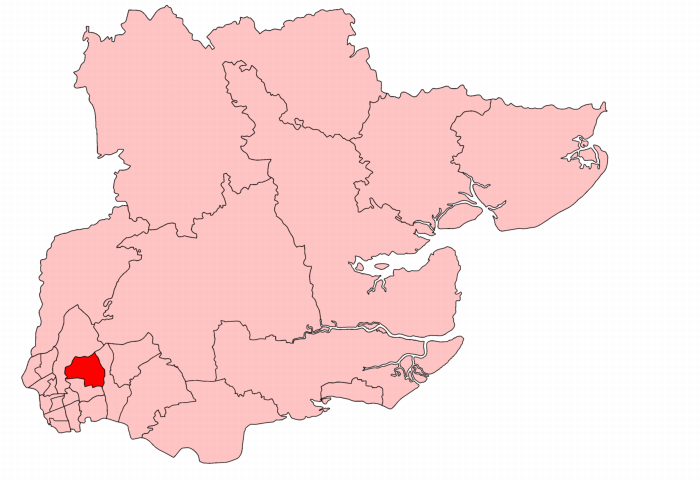
Ilford North nell'Essex, 1945-50

Ilford North dal 1997 al 2024

- 1945-1950: i ward del Municipal Borough of Ilford di Barkingside, North Hainault, Seven Kings e South Hainault.
- 1950-1974: i ward del Municipal Borough of Ilford di Barkingside, Clayhall, Fairlop, North Hainault, Seven Kings e South Hainault.
- 1974-1983: i ward del borgo londinese di Redbridge di Aldborough, Barkingside, Chadwell, Fairlop, Hainault e Seven Kings.
- 1983-1997: come sopra, più Fullwell
- 1997-2024: i ward del borgo londinese di Redbridge di Aldborough, Barkingside, Bridge, Clayhall, Fairlop, Fullwell, Hainault e Roding.
- dal 2024: i ward del borgo londinese di Aldborough; Barkingside; Clayhall; Cranbrook; Fairlop; Fullwell; Hainault e Valentines.[1]

## Membri del parlamento
| Elezione | Elezione      | Deputato            | Partito         |
| -------- | ------------- | ------------------- | --------------- |
|          | 1945          | Mabel Ridealgh      | Laburista Co-Op |
|          | 1950          | Geoffrey Hutchinson | Conservatore    |
| 1954 (S) | Tom Iremonger |                     | Conservatore    |
|          | Ott 1974      | Millie Miller       | Laburista       |
|          | 1978 (S)      | Vivian Bendall      | Conservatore    |
|          | 1997          | Linda Perham        | Laburista       |
|          | 2005          | Lee Scott           | Conservatore    |
|          | 2015          | Wes Streeting       | Laburista       |

## Elezioni

### Elezioni negli anni 2020
| Partito                    | Partito                                      | Candidato                  | Risultati 4 luglio 2024 | Risultati 4 luglio 2024 |
| Partito                    | Partito                                      | Candidato                  | Voti                    | %                       |
| -------------------------- | -------------------------------------------- | -------------------------- | ----------------------- | ----------------------- |
|                            | Laburista                                    | Wes Streeting              | 15 647                  | 33,37                   |
|                            | Indipendente                                 | Leanne Mohamad             | 15 119                  | 32,24                   |
|                            | Conservatore                                 | Kaz Rizvi                  | 9 619                   | 20,51                   |
|                            | Reform UK                                    | Alex Wilson                | 3 621                   | 7,72                    |
|                            | Verdi                                        | Rachel Collinson           | 1 794                   | 3,83                    |
|                            | Lib Dem                                      | Fraser Coppin              | 1 088                   | 2,32                    |
|                            |                                              |                            |                         |                         |
| Iscritti                   | Iscritti                                     | Iscritti                   | 77 835                  | 100,00                  |
| ↳ Votanti (% su iscritti)  | ↳ Votanti (% su iscritti)                    | ↳ Votanti (% su iscritti)  | 46 888                  | 60,24                   |
| ↳ Astenuti (% su iscritti) | ↳ Astenuti (% su iscritti)                   | ↳ Astenuti (% su iscritti) | 30 947                  | 39,76                   |
|                            |                                              |                            |                         |                         |
|                            | Esito: collegio a Laburista (nuovo collegio) |                            |                         |                         |

### Elezioni negli anni 2010
| Partito                    | Partito                                | Candidato                  | Risultati 12 dicembre 2019 | Risultati 12 dicembre 2019 |
| Partito                    | Partito                                | Candidato                  | Voti                       | %                          |
| -------------------------- | -------------------------------------- | -------------------------- | -------------------------- | -------------------------- |
|                            | Laburista                              | Wes Streeting              | 25 323                     | 50,51                      |
|                            | Conservatore                           | Howard Berlin              | 20 125                     | 40,14                      |
|                            | Lib Dem                                | Mark Johnson               | 2 680                      | 5,35                       |
|                            | Brexit                                 | Neil Anderson              | 960                        | 1,91                       |
|                            | Verdi                                  | David Reynolds             | 845                        | 1,69                       |
|                            | Popoli Cristiani                       | Donald Akhigbe             | 201                        | 0,40                       |
|                            |                                        |                            |                            |                            |
| Iscritti                   | Iscritti                               | Iscritti                   | 72 963                     | 100,00                     |
| ↳ Votanti (% su iscritti)  | ↳ Votanti (% su iscritti)              | ↳ Votanti (% su iscritti)  | 50 134                     | 68,71                      |
| ↳ Astenuti (% su iscritti) | ↳ Astenuti (% su iscritti)             | ↳ Astenuti (% su iscritti) | 22 829                     | 31,29                      |
|                            |                                        |                            |                            |                            |
|                            | Esito: collegio confermato a Laburista |                            |                            |                            |

| Partito                    | Partito                                | Candidato                  | Risultati 8 giugno 2017 | Risultati 8 giugno 2017 |
| Partito                    | Partito                                | Candidato                  | Voti                    | %                       |
| -------------------------- | -------------------------------------- | -------------------------- | ----------------------- | ----------------------- |
|                            | Laburista                              | Wes Streeting              | 30 589                  | 57,78                   |
|                            | Conservatore                           | Lee Scott                  | 20 950                  | 39,57                   |
|                            | Lib Dem                                | Richard Clare              | 1 034                   | 1,95                    |
|                            | Indipendente                           | Doris Osen                 | 368                     | 0,70                    |
|                            |                                        |                            |                         |                         |
| Iscritti                   | Iscritti                               | Iscritti                   | 70 791                  | 100,00                  |
| ↳ Votanti (% su iscritti)  | ↳ Votanti (% su iscritti)              | ↳ Votanti (% su iscritti)  | 52 941                  | 74,78                   |
| ↳ Astenuti (% su iscritti) | ↳ Astenuti (% su iscritti)             | ↳ Astenuti (% su iscritti) | 17 850                  | 25,22                   |
|                            |                                        |                            |                         |                         |
|                            | Esito: collegio confermato a Laburista |                            |                         |                         |

| Partito                    | Partito                                           | Candidato                  | Risultati 7 maggio 2015 | Risultati 7 maggio 2015 |
| Partito                    | Partito                                           | Candidato                  | Voti                    | %                       |
| -------------------------- | ------------------------------------------------- | -------------------------- | ----------------------- | ----------------------- |
|                            | Laburista                                         | Wes Streeting              | 21 463                  | 43,86                   |
|                            | Conservatore                                      | Lee Scott                  | 20 874                  | 42,66                   |
|                            | UKIP                                              | Philip Hyde                | 4 355                   | 8,90                    |
|                            | Lib Dem                                           | Richard Clare              | 1 130                   | 2,31                    |
|                            | Verdi                                             | David Reynolds             | 1 023                   | 2,09                    |
|                            | Indipendente                                      | Doris Osen                 | 87                      | 0,18                    |
|                            |                                                   |                            |                         |                         |
| Iscritti                   | Iscritti                                          | Iscritti                   | 75 294                  | 100,00                  |
| ↳ Votanti (% su iscritti)  | ↳ Votanti (% su iscritti)                         | ↳ Votanti (% su iscritti)  | 48 932                  | 64,99                   |
| ↳ Astenuti (% su iscritti) | ↳ Astenuti (% su iscritti)                        | ↳ Astenuti (% su iscritti) | 26 362                  | 35,01                   |
|                            |                                                   |                            |                         |                         |
|                            | Esito: collegio passa da Conservatore a Laburista |                            |                         |                         |

| Partito                    | Partito                                   | Candidato                  | Risultati 6 maggio 2010 | Risultati 6 maggio 2010 |
| Partito                    | Partito                                   | Candidato                  | Voti                    | %                       |
| -------------------------- | ----------------------------------------- | -------------------------- | ----------------------- | ----------------------- |
|                            | Conservatore                              | Lee Scott                  | 21 506                  | 45,78                   |
|                            | Laburista                                 | Sonia Klein                | 16 102                  | 34,28                   |
|                            | Lib Dem                                   | Alex Berhanu               | 5 924                   | 12,61                   |
|                            | BNP                                       | Danny Warville             | 1 545                   | 3,29                    |
|                            | UKIP                                      | Henri van der Stighelen    | 871                     | 1,85                    |
|                            | Verdi                                     | Caroline Allen             | 572                     | 1,22                    |
|                            | Popoli Cristiani                          | Robert Hampson             | 456                     | 0,97                    |
|                            |                                           |                            |                         |                         |
| Iscritti                   | Iscritti                                  | Iscritti                   | 72 372                  | 100,00                  |
| ↳ Votanti (% su iscritti)  | ↳ Votanti (% su iscritti)                 | ↳ Votanti (% su iscritti)  | 46 976                  | 64,91                   |
| ↳ Astenuti (% su iscritti) | ↳ Astenuti (% su iscritti)                | ↳ Astenuti (% su iscritti) | 25 396                  | 35,09                   |
|                            |                                           |                            |                         |                         |
|                            | Esito: collegio confermato a Conservatore |                            |                         |                         |

### Elezioni negli anni 2000
| Partito                    | Partito                                           | Candidato                  | Risultati 5 maggio 2005 | Risultati 5 maggio 2005 |
| Partito                    | Partito                                           | Candidato                  | Voti                    | %                       |
| -------------------------- | ------------------------------------------------- | -------------------------- | ----------------------- | ----------------------- |
|                            | Conservatore                                      | Lee Scott                  | 18 781                  | 43,68                   |
|                            | Laburista                                         | Linda Perham               | 17 128                  | 39,83                   |
|                            | Lib Dem                                           | Mark Gayler                | 5 896                   | 13,71                   |
|                            | UKIP                                              | Andrew Cross               | 902                     | 2,10                    |
|                            | Indipendente                                      | Martin Levin               | 293                     | 0,68                    |
|                            |                                                   |                            |                         |                         |
| Iscritti                   | Iscritti                                          | Iscritti                   | 70 721                  | 100,00                  |
| ↳ Votanti (% su iscritti)  | ↳ Votanti (% su iscritti)                         | ↳ Votanti (% su iscritti)  | 43 000                  | 60,80                   |
| ↳ Astenuti (% su iscritti) | ↳ Astenuti (% su iscritti)                        | ↳ Astenuti (% su iscritti) | 27 721                  | 39,20                   |
|                            |                                                   |                            |                         |                         |
|                            | Esito: collegio passa da Laburista a Conservatore |                            |                         |                         |

| Partito                    | Partito                                | Candidato                  | Risultati 7 giugno 2001 | Risultati 7 giugno 2001 |
| Partito                    | Partito                                | Candidato                  | Voti                    | %                       |
| -------------------------- | -------------------------------------- | -------------------------- | ----------------------- | ----------------------- |
|                            | Laburista                              | Linda Perham               | 18 428                  | 45,80                   |
|                            | Conservatore                           | Vivian Bendall             | 16 313                  | 40,55                   |
|                            | Lib Dem                                | Gavin Stollar              | 4 717                   | 11,72                   |
|                            | UKIP                                   | Martin Levin               | 776                     | 1,93                    |
|                            |                                        |                            |                         |                         |
| Iscritti                   | Iscritti                               | Iscritti                   | 68 893                  | 100,00                  |
| ↳ Votanti (% su iscritti)  | ↳ Votanti (% su iscritti)              | ↳ Votanti (% su iscritti)  | 40 234                  | 58,40                   |
| ↳ Astenuti (% su iscritti) | ↳ Astenuti (% su iscritti)             | ↳ Astenuti (% su iscritti) | 28 659                  | 41,60                   |
|                            |                                        |                            |                         |                         |
|                            | Esito: collegio confermato a Laburista |                            |                         |                         |

## Risultati dei referendum

### Referendum sulla permanenza del Regno Unito nell'Unione europea del 2016
|             | Collegio     | Lasciare UE % | Rimanere in UE % |
| ----------- | ------------ | ------------- | ---------------- |
|             | Ilford North | 52,5%         | 47,5%            |
| Inghilterra | 53,3%        | 46,7%         |                  |
| Regno Unito | 51,9%        | 48,1%         |                  |